# Rue Ernest-et-Henri-Rousselle
La rue Ernest-et-Henri-Rousselle est une voie située dans le quartier de la Maison-Blanche du 13e arrondissement de Paris.

## Situation et accès
La rue Ernest-et-Henri-Rousselle est desservie à quelque distance par la ligne 7 à la station Tolbiac.

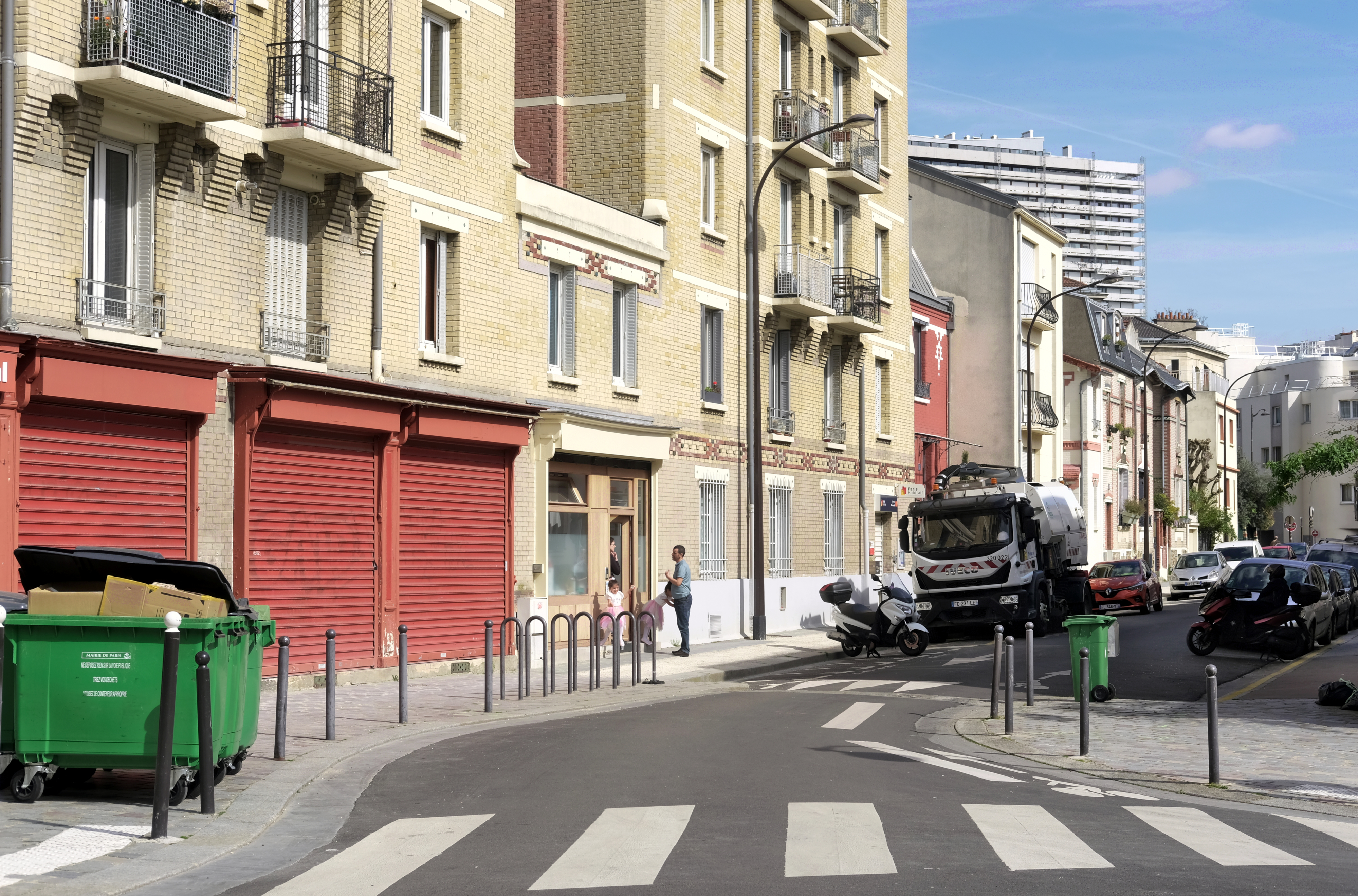
La rue vue de la rue du Moulin-des-Prés.
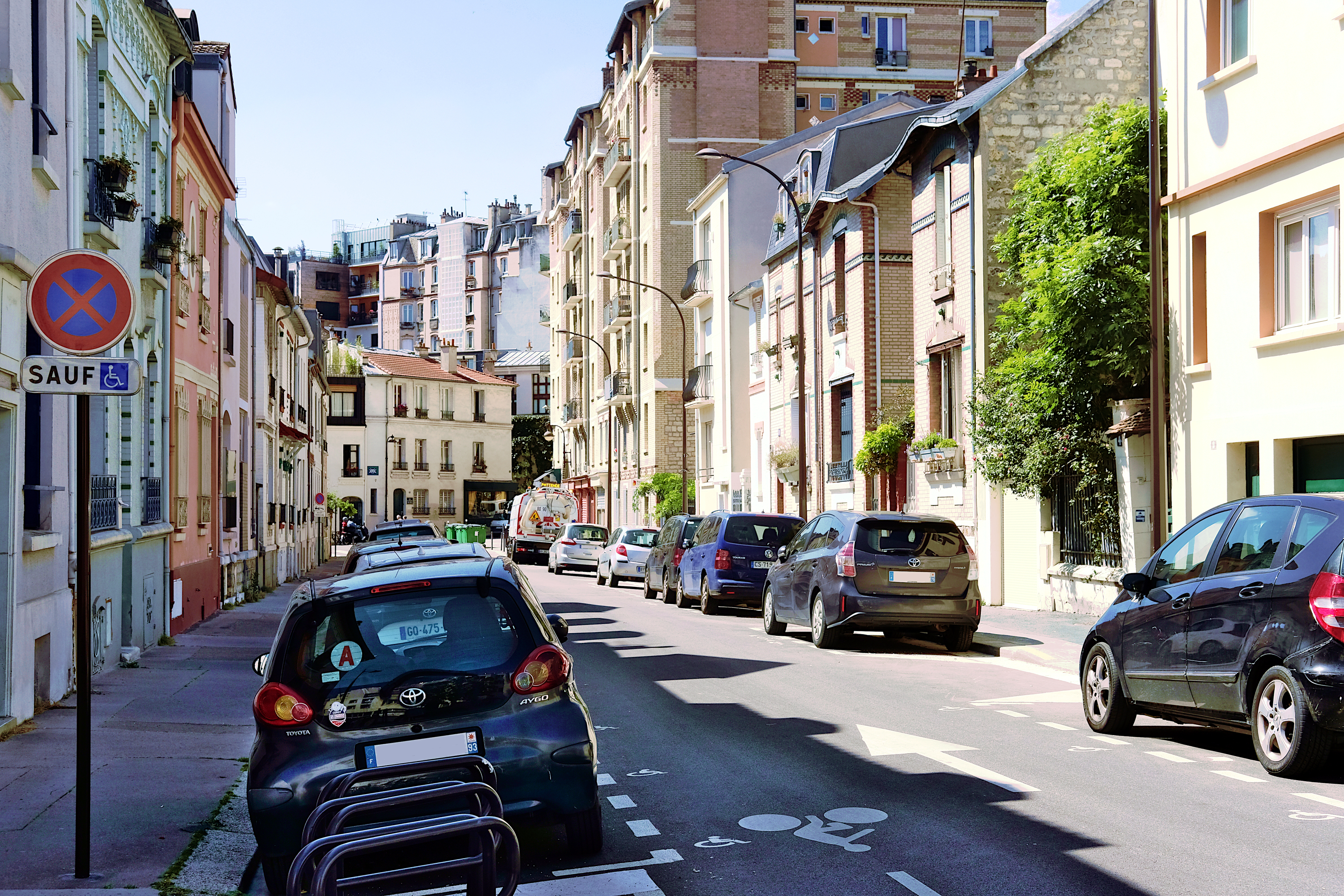
La rue vue de la rue Damesme.

## Origine du nom
Elle porte le nom d'Ernest Rousselle (1836-1896), président du Conseil municipal, et son fils, Henri Rousselle (1866-1925), président du Conseil général. 

## Historique
Cette rue ouverte par un décret du 4 mai 1910 sous le nom de « rue Ernest-Rousselle » prend sa dénomination actuelle par un arrêté du 6 janvier 1930.

## Bâtiments remarquables et lieux de mémoire

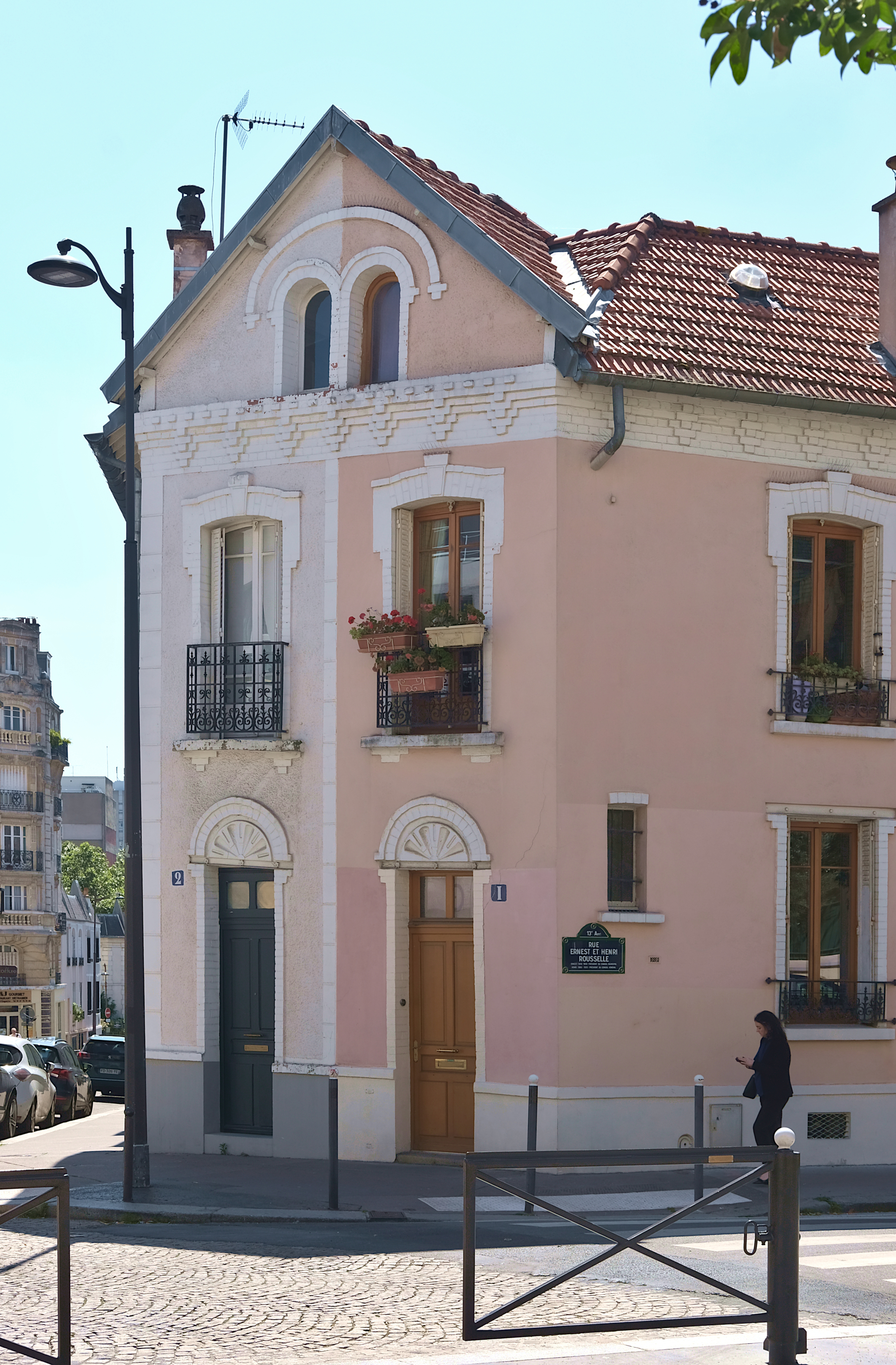
Maison d'angle (avec 2 numéros) entre les rues Rousselle et Pape.